# Vescomtat de Montserrat
El vescomtat de Montserrat és un títol nobiliari espanyol atorgat el 27 de febrer de 1876 pel pretendent carlista "Carles VII" a favor de Josep de Suelves i Montagut, diputat a Corts per Tarragona (1896-1903 i 1907-1910), i cap de la Comunión Tradicionalista a aquella província.
El Títol va ser reconegut com a Títol del Regne el 29 de gener de 1954, a favor de Juan Suelves y Ponsich.
L'actual titular, des de 2005, és Juan Suelves Osorio, III vescomte de Montserrat.

## Vescomtes de Montserrat
|                                             | Titular                                     | Període                                     |
| Creació en 1876 pel pretendent "Carles VII" | Creació en 1876 pel pretendent "Carles VII" | Creació en 1876 pel pretendent "Carles VII" |
| ------------------------------------------- | ------------------------------------------- | ------------------------------------------- |
| I                                           | Josep de Suelves i Montagut                 | 1876-1926                                   |
| De iure                                     | Juan Nepomuceno de Suelves y Goyeneche      | 1926-?                                      |
| Reconeixement en 1954 per Francisco Franco  |                                             |                                             |
| II                                          | Juan Suelves y Ponsich                      | 1954-2004                                   |
| III                                         | Juan Suelves Osorio                         | 2005-actual titular                         |

## Història dels vescomtes de Montserrat
- Josep de Suelves i Montagut (1850-1926), IX marquès de Tamarit, I vescomte de Montserrat.

1. Casat a París, en 1885, amb María de Goyeneche y de La Puente (n.1862).

D'aquest matrimoni van néixer, almenys, dos fills:
1. Juan Nepomuceno (que segueix), i
2. José Suelves y Goyeneche (n.1893, casat amb Zenaida Piñeyro y de Queralt, marquesa de Bonanaro).

El succeí, en 1927, el seu fill:
- Juan Nepomuceno de Suelves y Goyeneche (1887-1937), X marquès de Tamarit, II vescomte de Montserrat de iure.

1. Casat amb María de las Mercedes Ponsich y Sarriera.

D'aquest matrimoni van néixer, almenys, dos fills: 
1. Juan (que segueix), i
2. María Josefa de Suelves y Ponsich (casada amb Gonzalo Maria de Ulloa y Ramírez de Haro, marquès de Castro Serna.)

El succeí, per Convalidació en 1951, el seu fill primogènit:
Reconegut com a Títol del Regne en 1954, a favor de:
- Juan Suelves y Ponsich (1928-2004), XI marquès de Tamarit, III vescomte de Montserrat.

1. Casat amb Victoria Eugenia de Figueroa y Borbón, fill del II comte de Romanones.

De la seva unió naixeren:
1. Juan José de Suelves y de Figueroa (n.1956), XII marquès de Tamarit. Casat amb María Osorio y Bertran de Lis, comtessa de Villaumbrosa.
2. María (n.1957). Casada amb Francisco Franco y Martínez-Bordiú, XI marquès de Villaverde.
3. Vitoria (n.1959). Casada amb Antonio Sainz y Cenamor.
4. Cristina (n.1961). Casada amb Honorio Maura y Andreu.
5. Luis (n.1963).
6. Blanca (n.1968). Casada amb Juan Miguel Osorio y Bertrán de Lis, XXI duc d'Alburquerque.

El succeí el seu net, fill del seu primogènit.
- Juan Suelves Osorio (n.1988), III vescomte de Montserrat.

Actual titular.